# Stefano Senardi
Stefano Senardi (Imperia, 1º febbraio 1956) è un produttore discografico e direttore artistico italiano.

## Biografia

### Gli anni 80
Inizia la carriera discografica ancora studente in CGD Messaggerie Musicali, all’inizio degli anni ’80, passa alla WEA occupandosi di marketing europeo. Diventa direttore generale della CGD East West (Warner Music Group) a fine anni ottanta dove tra gli artisti di cui si occupa ci sono anche: Enrico Ruggeri, Raf, Umberto Tozzi, Paolo Conte, Pino Daniele, Ornella Vanoni, Liftiba, Vinicio Capossela e i Pooh che nel 1990 vincono il Festival di Sanremo con il brano Uomini soli.

### PolyGram negli anni 90
Nel 1992 diventa Presidente della PolyGram Italia, ruolo che ricopre fino al 1999. Durante la sua presidenza la PolyGram porta al successo Biagio Antonacci e Gianluca Grignani (1 200 000 copie con il primo album, Destinazione Paradiso). Franco Battiato, dopo quasi 30 anni con la EMI approda in PolyGram. In questo periodo avviene il rilancio di Jovanotti e il definitivo trionfo di Zucchero Fornaciari a livello nazionale e internazionale.
PolyGram Italia è anche leader di vendita in Europa con U2, Cranberries, Sting e leader del mercato discografico italiano per 5 anni consecutivi. L'etichetta Black Out diventa leader incontrastata della musica indipendente italiana: Subsonica, Afterhours, Carmen Consoli, Negrita, Modena City Ramblers, C.S.I., Africa Unite, Casino Royale, Marlene Kuntz.

### Dal 1999 ad oggi
Nel 1999 crea la Nun Entertainment, una etichetta indipendente, in joint venture con Edel International e ricopre il ruolo di Managing Director e Presidente. La Nun Entertainment, etichetta di musica lounge in Italia (i dischi di Corso Como 10, Ketumbar, 400) lancia i Feel Good Productions, i Minerva, i Cousteau e il progetto multimediale One Giant Leap. La Nun ha rappresentato una delle migliori performance di vendite mondiali dell’album Home dei Simply Red, album straniero più venduto in Italia nel 2004. L’etichetta chiude nel 2004 e viene assorbita da Edel Italia.
Dal 2000 tiene lezioni al Master in Comunicazione Musicale per la Discografia e i Media della Università Cattolica del Sacro Cuore di Milano. Dal luglio 2004 è membro del Comitato Scientifico della Fondazione Giorgio Gaber.
Nel 2005 diventa direttore artistico di RadioFandango l’etichetta discografica della casa di produzione cinematografica Fandango di Domenico Procacci e cura con Sergio Sacchi, il libro I miei amici cantautori di Fernanda Pivano, Mondadori, 2005, ISBN 88-04-55051-1. Nello stesso anno diventa Presidente Fondazione Orchestra Sinfonica di Sanremo e Membro del Consiglio Direttivo del Club Tenco.
Nel 2016 è Consulente artistico e manageriale per i progetti speciali in iCompany. Dal 2009 al 2011 è Senior Consultant presso Sugar Music Publishing. In questi anni ha gestito le strategie e i contratti per vari artisti come: Morgan, Bluvertigo, Ennio Morricone, Simply Red, Gianmaria Testa, Zucchero Fornaciari, Franco Battiato, Ivano Fossati.
È autore, insieme a Francesco Messina, del libro dedicato a Franco Battiato, “L’alba dentro l’imbrunire - Una storia illustrata di Franco Battiato”, edito da Rizzoli Lizard (2021).
Coautore del soggetto e della sceneggiatura e direttore creativo del film documentario "La Voce del Padrone", vincitore del Nastro d'Argento 2023.
Consulente e autore di programmi TV:
- X Factor (2012/2013/2014/2015/2016/2017/2018/2019)
- Musica su Rai 2  (2012/2013/2014)
- “Unici” su Rai 2  (2014/2015/2016/2017/2018/2019)
- Che Tempo Che Fa (2013/2014/2015/2016/2017)
- Festival di Sanremo (2013/2014)
- Telethon 2014
- Speciali Sky Arte  “Prog revolution”, “Franco Battiato”, “Fernanda Pivano” 2015/2016/2017
- Consulente Artistico “Ossigeno” su Rai 3 (2018/2019)
- Ideatore, curatore e consulente Artistico “33 Giri Italian Masters” su Sky Arte (2017/2018/2019/2020/2021)
- Direzione Musicale “Magazzini Musicali” Rai 2, 2021

Negli ultimi anni è stato:
- Direttore artistico di “Live Aid Roma” delegato da Bob Geldof nel 2004.
- Membro comitato scientifico Fondazione Gaber.
- Collaborazioni Fondazione De André.
- Consulente musicale del progetto “Puglia Sounds” (Musicarium-I mestieri della musica, Medimex) (2011/2012/2013/2014/2015/2016/2017/2018/2019/2020/2021/2022/2023/2024)
- Direttore artistico Medimex insieme ad Ernesto Assante (2021/2022/2023/2024)
- Senior Consultant Sugar Music Publishing (2009/2010/2011)
- Insegnante di Comunicazione e Marketing di Musica all’ Università Cattolica di Milano.
- Consulente al Teatro Coccia di Novara nel 2012
- Membro del Consiglio Direttivo del Club Tenco (2014/2015/2016/2017/2018/2019/2020/2021/2022/2023/2024)
- Presidente Onorario Club Tenco (2023/2024)
- Supervisore Artistico “Sanremo Lab” 2009
- Direttore Artistico “Area Sanremo” (2015/2016)
- Presidente Fondazione Orchestra Sinfonica di Sanremo 2015
- Consulente Artistico Fonoprint 2017
- Consulente Artistico Bologna Congressi 2018
- Consulente Artistico Cerimonia di apertura e Cerimonia di chiusura di Matera, Capitale della Cultura Europea 2019
- Direttore Artistico “Meraviglioso Modugno” Polignano Mare (2011/2012/ 2013/2014/2015/2016/2017/2018/2019/2020) e poi consulente (2021/2022)

- Coordinatore dei rapporti con le istituzioni e consulente alla direzione artistica di “Porto Rubino” e “Meraviglioso Mudugno” (2021/2022/2023/2024)
- Curatore e Consulente Musicale dell'evento culturale per la delegazione dei Presidenti invitati al G20 alle Terme di Diocleziano (30 ottobre 2021)
- Direttore artistico MusArt Festival a Firenze (2020/2021/2022/2023/2024)
- Presidente della Giuria Premio Carlo Rossi 2024
- Ha gestito contratti di vari artisti, tra i quali Morgan, Bluvertigo, Ennio Morricone, Simply Red, Gianmaria Testa, Zucchero, Diodato, Franco Battiato, Ivano Fossati, Ezio Bosso, Cramps Records, Stefano Bollani.
- Autore, insieme a Francesco Messina, del libro dedicato a Franco Battiato, “L’alba dentro l’imbrunire – Una storia illustrata di Franco Battiato”, edito da Rizzoli Lizard (2021)
- Coautore del soggetto e della sceneggiatura e direttore artistico del film documentario “La Voce del Padrone”, vincitore del Nastro d’Argento 2023
- Autore del libro “La Musica è un Lampo”, ed. Fandango (2023)
- Direttore e coordinatore scientifico del Master Music  Business Management 24 Ore
- Ideatore e direttore artistico di “Incontri Ravvicinati coi Cantautori a Diano Marina” (2024)
- Direttore artistico del Premio Alassio per la Musica e ospite sesta edizione Festival Ligyes di Alassio (2024)